# Coupe de France de football
Cet article concerne la compétition masculine. Pour l'équivalent féminin, voir Coupe de France féminine de football.
La Coupe de France de football est une compétition de football à élimination directe, organisée annuellement par la Fédération française de football (FFF) et ouverte à tous les clubs qui lui sont affiliés jusqu'au dernier niveau amateur, y compris ceux d'outre-mer.
À sa création en 1917, la compétition prend le nom provisoire de Coupe Charles-Simon en attendant la fin de la Première Guerre mondiale. La Coupe reprend ce nom pendant la Seconde Guerre mondiale entre 1940 et 1944.
La compétition est créée pour soutenir l'unité du pays en proie à la Première Guerre mondiale, dans l'esprit de l'Union sacrée. Toutes les fédérations existantes, en lutte d'influence depuis le milieu des années 1900, mettent leurs vieux différends de côté et y participent, sous l'égide du Comité français interfédéral (CFI). Son nom provisoire est un hommage à Charles Simon, le secrétaire général du CFI au déclenchement de la guerre, mort pour la France en 1915. Sa première édition est remportée en 1918 par l'Olympique, club de la Ligue de football association.
La compétition, reprise en 1919 par la Fédération française de football association nouvellement créée, et désormais appelée « Coupe de France », reste la seule compétition française d'envergure jusqu'à la création du championnat de France en 1932, son vainqueur étant régulièrement qualifié de « champion de France » par la presse. Le Red Star FC et l'Olympique de Marseille l'emportent trois fois pendant cette période.
Malgré la concurrence du championnat, la Coupe a conservé toute son importance, notamment grâce au gain d'une place qualificative pour la Coupe d'Europe des vainqueurs de coupe de 1961 à 1998, puis pour la Ligue Europa depuis 1999. Les surprises qu'elle engendre, lorsqu'un club professionnel est éliminé par un club amateur, sont entrées dans le folklore et font le « charme de la Coupe ».
Son palmarès est notamment marqué par un premier triplé du Red-Star entre 1921 et 1923 puis celui du LOSC Lille entre 1945 et 1947, un quadruplé du Paris Saint-Germain entre 2015 et 2018 (club le plus titré avec seize trophées), par les victoires du Havre AC en 1959 et de l'En avant de Guingamp en 2009 (seuls clubs de deuxième division à avoir remporté la Coupe) ou encore par l'aventure du Calais RUFC, club de quatrième division arrivé en finale en 2000.
La compétition se déroule actuellement en huit tours préliminaires avant l'entrée des clubs de Ligue 1 en 32e de finale. La finale se déroule traditionnellement à Paris ou dans sa banlieue (au Stade de France depuis 1998) et en présence du président de la République depuis 1927.

## Antécédents

### Trophée de France
Le Trophée de France, disputé chaque année entre 1907 et 1914 sous l'égide du Comité français interfédéral (CFI), met aux prises en fin de saison le champion de chacune des fédérations qui le composent.

### Coupe de France 1916
En 1916, un tournoi est organisé selon le format du Trophée de France. La presse spécialisée,,, et généraliste de l’époque l'appelle « Coupe de France ».

## Histoire

### Création

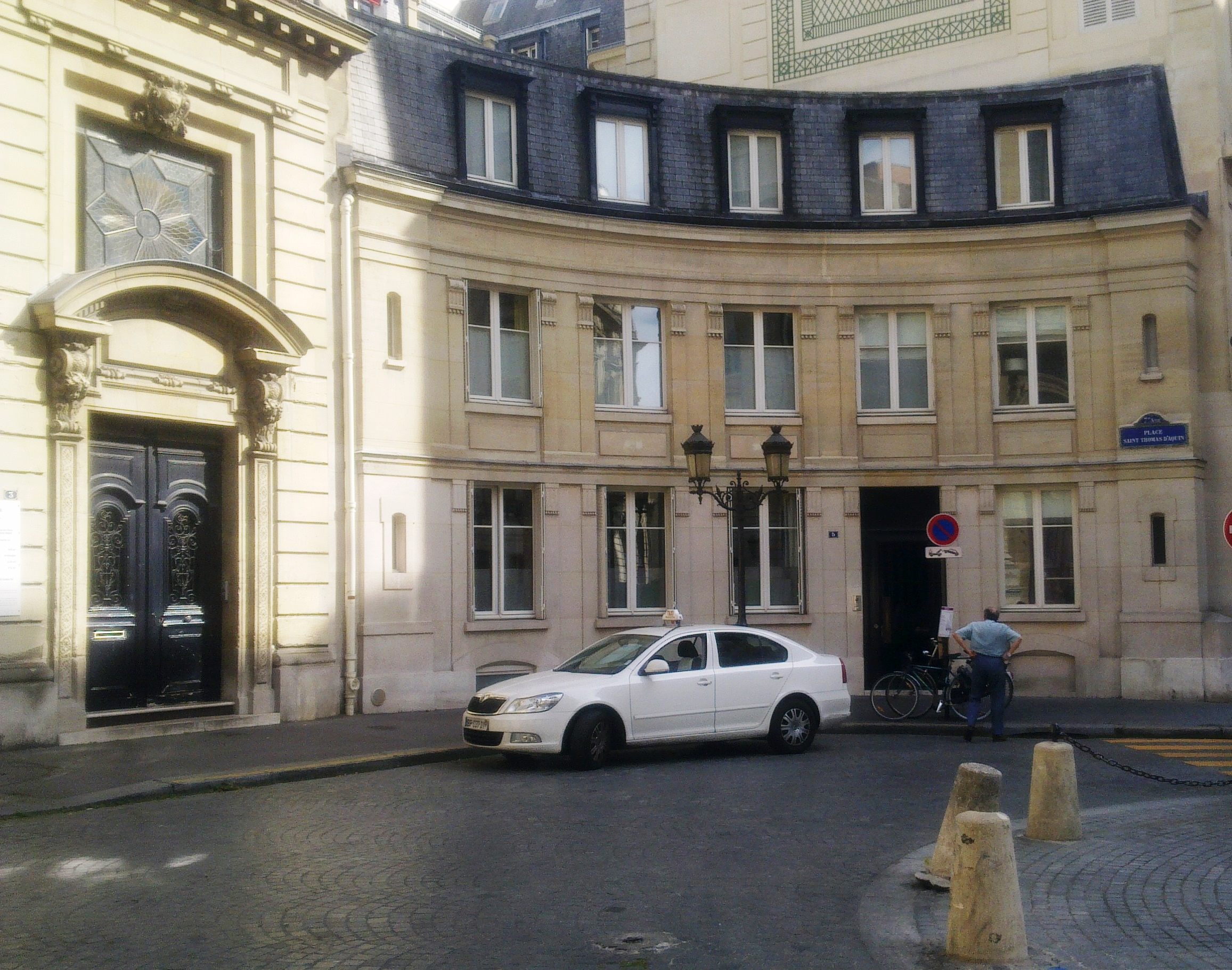
La Coupe de France de football est créée au 5 place Saint-Thomas d'Aquin, le 15 janvier 1917.

La compétition actuellement connue sous le nom de « Coupe de France » est créée le 15 janvier 1917 au 5, place Saint-Thomas-d'Aquin à Paris dans les locaux de la Fédération gymnastique et sportive des patronages de France (FGSPF), par le Comité français interfédéral (CFI, ancêtre de la Fédération française de football) sous l'impulsion d'Henri Delaunay, secrétaire général dudit CFI et de la FGSPF. L'événement, dont le but est d'affirmer l'unité du pays et d'aider au développement de la jeunesse, est soutenu financièrement par la maison Hachette qui s'engage par contrat au versement de 5 000 francs pendant cinq ans via le magazine Lectures pour tous. Pour des raisons mémorielles, elle reçoit le nom de Coupe Charles-Simon en mémoire du fondateur du CFI, Charles Simon, tombé au champ d'honneur en 1915 et dont Henri Delaunay a repris les fonctions. Le trophée, offert par le docteur Paul Michaux, président de la FGSPF, est créé en 1917 par un ouvrier joaillier de Ménilmontant, M. Chovillon.

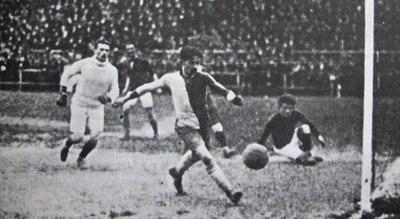
Finale Coupe de France 1919-1920 opposant le CA Paris et le Havre AC.

À l'image de l'Union sacrée, alors de mise durant la Première Guerre mondiale, cette compétition est ouverte à tous les clubs membres des quatre fédérations régissant alors le football en France. Cette ouverture fait une partie du charme de l'épreuve qui rassemble 48 clubs à sa première édition en 1917, plus de 1 000 en 1949 et plus de 7 000 en 2013. En 1919, la Coupe Charles-Simon est reprise par Fédération française de football association nouvellement créée et adopte alors définitivement le vocable de Coupe de France en conservant jusqu'à ce jour le même objet d'art comme trophée.

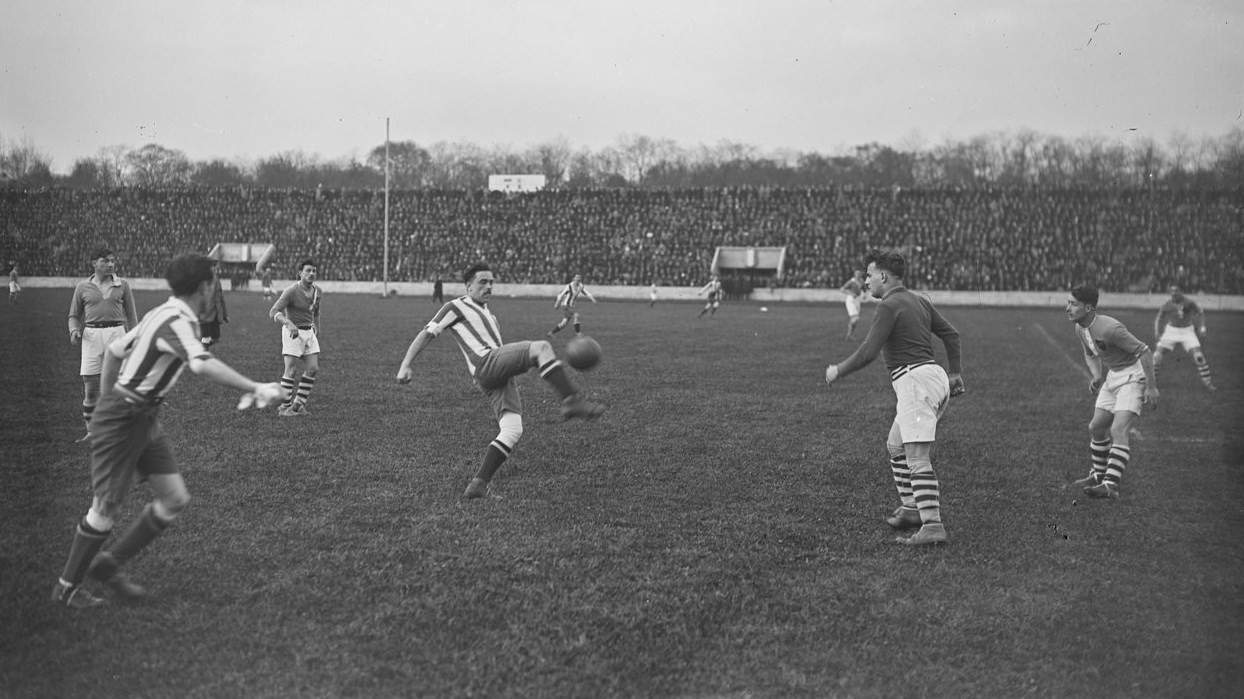
Dans un véritable derby, le Red Star affronte l'Olympique de Paris en demi-finale de la Coupe de France 1922-1923 au stade Pershing à Paris. Paul Nicolas (au centre) et ses coéquipiers s'imposent par 1-0.

Les exigences pour participer à l'épreuve sont minimalistes : être licencié à la fédération, payer les droits d'inscription de l'épreuve et disposer d'un terrain homologué. C'est ce dernier point qui pose un problème aux deux tiers des clubs français, non inscrits. Les « grands clubs » tentent, dès les années 1920, de limiter l'accès à l'épreuve à une élite élargie comme pour le modèle anglais mais la fédération reste inflexible. L'inflation du nombre d'inscrits oblige l'organisation à mettre en place des tours préliminaires avant les trente-deuxièmes de finale. Un premier tour préliminaire est ajouté lors de l'édition 1919-1920 puis un deuxième dans l'édition 1920-1921.

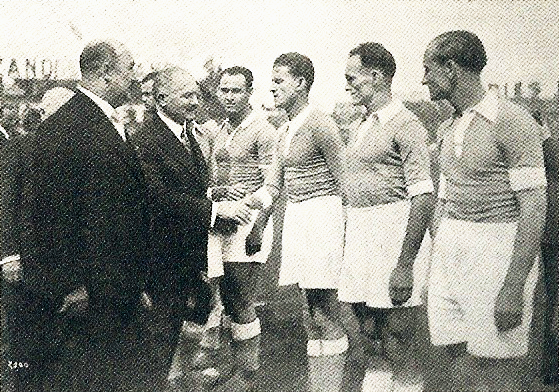
Le président de la République Albert Lebrun saluant les joueurs du RC Strasbourg lors de la finale de 1937 au stade Yves-du-Manoir de Colombes.

### Modalités
À l'origine, les matchs de Coupe de France se jouent sur terrain neutre avec match à rejouer en cas d'égalité. C'est la règle jusqu'en 1968 et l'introduction des matchs en aller-retour sur le modèle de la Coupe des clubs champions européens. Les trente-deuxièmes et seizièmes de finale se jouent toujours sur terrain neutre mais à partir des huitièmes (et dès les seizièmes de finale à compter de 1974) on joue en aller-retour, formule moins propice aux surprises. Paradoxalement trois clubs amateurs parviennent à se hisser en quarts de finale lors de l'édition 1968-1969, une première depuis l'instauration du professionnalisme en 1932. Il est néanmoins arrivé sporadiquement que les demi-finales soient jouées en un match comme sur la période 1974-1975-1976 ou en 1982 (pour alléger d'un match le calendrier avec la Coupe du Monde à venir).
Une nouvelle réforme a lieu en 1989 avec l'abandon de la formule en aller-retour, ce qui permet d'alléger le calendrier. On joue alors les matchs sur le terrain du club tiré au sort le premier lors du tirage. Afin de protéger les clubs hiérarchiquement plus faibles, on joue systématiquement sur le terrain d'un club se situant à au moins deux niveaux en dessous de son adversaire. On assiste alors à une multiplication des « surprises ».
Historiquement, en cas d'égalité après prolongations, les matchs étaient rejoués indéfiniment. À partir de 1964, la règle du tirage au sort après trois matchs nuls est instaurée (à la suite du marathon qui oppose le Racing Club olympique agathois et l'AS Pierrots Vauban Strasbourg : quatre matchs avec prolongations pour départager ces deux formations en seizièmes 1964). Le 10 mai 1967 après trois matchs nuls en demi-finales, l'Olympique lyonnais et l'AS Angoulême sont départagés à la pièce pour accéder en finale (l'OL remporte le pile ou face). Avec l'instauration de la formule en aller-retour en 1968, un match d'appui est instauré pour départager deux formations à égalité (la Règle des buts marqués à l'extérieur n'est pas prise en compte jusqu'en 1976). Les séries de tirs au but sont introduites en 1970 mais uniquement à l'issue de la prolongation du deuxième match (qu'il soit le match retour ou un match d'appui). En trente-deuxièmes de finale de l'édition 1970-1971, le Red Star FC et le RC Strasbourg se qualifient aux tirs au but à l'issue du match à rejouer. La règle du match à rejouer en cas d'égalité reste en application jusqu'en 1975 mais ne concerne plus que les trente-deuxièmes de finale car les autres tours se jouent en aller-retour.
Traditionnellement, la finale de la Coupe de France se dispute à Paris ou dans sa banlieue. De 1918 à 1998, six enceintes parisiennes ont accueilli au moins une finale : le stade de la rue Olivier-de-Serres, le Parc des Princes, le stade Bergeyre et le stade Pershing à Paris, le stade olympique Yves-du-Manoir à Colombes et le stade Bauer à Saint-Ouen-sur-Seine. Depuis son ouverture en 1998, c'est toujours au Stade de France à Saint-Denis que se déroule la finale. Lors de cette finale, le principe du match à rejouer en cas d'égalité reste longtemps la règle. La première finale disputée sans possibilité de match à rejouer est celle de 1982 en raison de la tenue de la Coupe du monde 1982 quelques jours plus tard. Cette finale ne délivre pas de vainqueur après 120 min de jeu et une série de Tirs au but désigne le vainqueur. À titre exceptionnel, les demi-finales de cette édition ont même été jouées sur un seul match et sur terrain neutre afin d'alléger le calendrier. Dès la saison suivante la coupe retrouve sa formule normale avec possibilité de matchs aller-retour en demi-finales et possibilité de match à rejouer en finale. La possibilité de finale à rejouer est définitivement abandonnée en 1986, le match s'achevant désormais par une série de tirs au but.

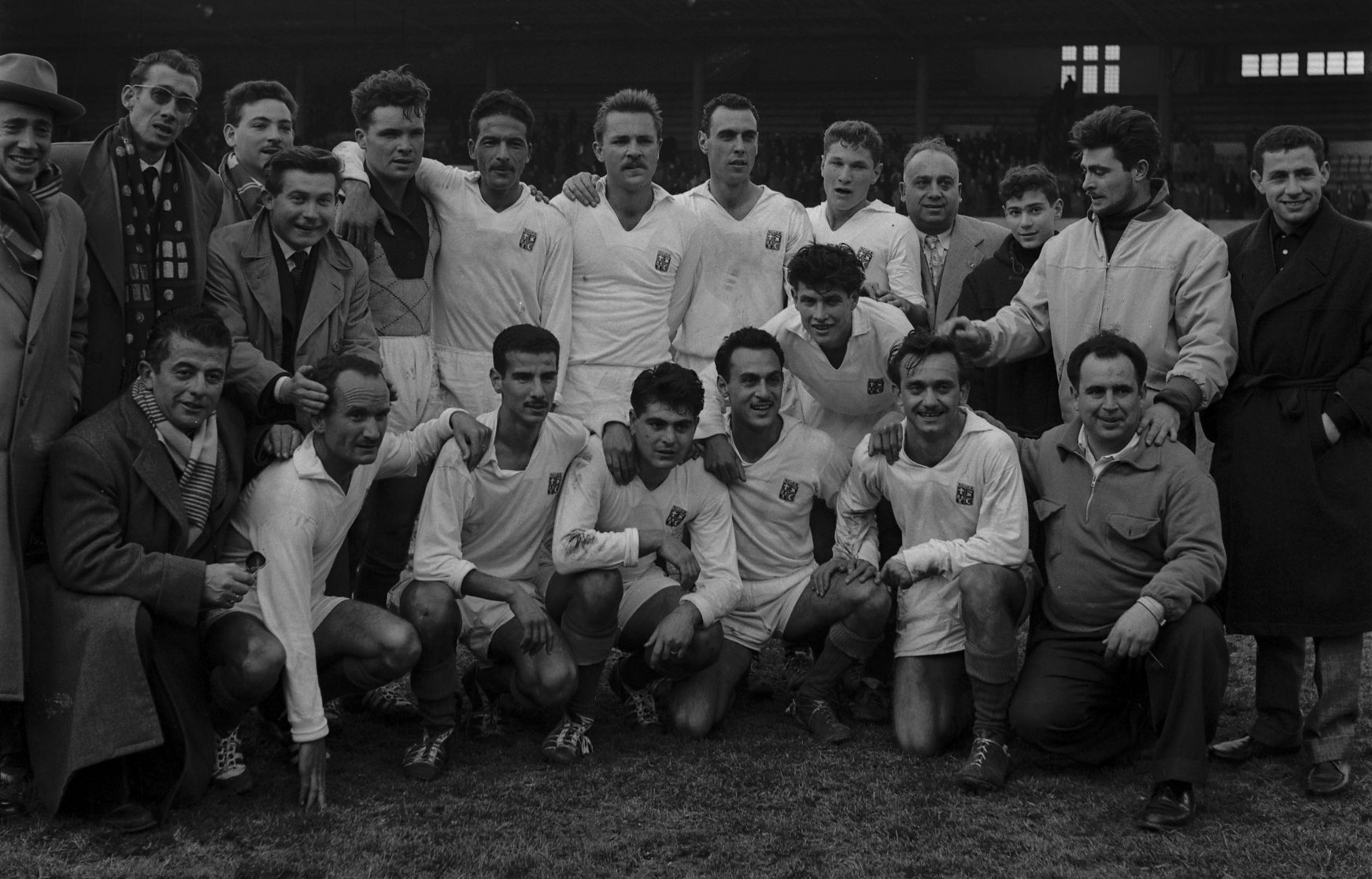
Le club amateur algérien d'El Biar, vainqueur contre le club professionnel du Stade de Reims en 1957 au Stadium de Toulouse.

Les rencontres opposant les professionnels et les amateurs produisent régulièrement des surprises mettant alors en lumière un petit club, surnommé « Petit Poucet » ou « Cendrillon » de la Coupe de France. Lorsque cette situation se présente, on parle souvent de la « magie de la coupe » pour qualifier le fait que des équipes de divisions inférieures parviennent sur un match à mettre en difficulté des équipes théoriquement supérieures. Ainsi, le 4 février 1957, le club algérien du SCU El Biar élimine le Stade de Reims, finaliste de la précédente coupe des clubs champions européens. D'autres formations amateures ont éliminé des équipes professionnelles, parmi lesquelles l'US Quevilly qui est finaliste en 1927, puis victorieux en huitième de finale de l'Olympique lyonnais en 1968 avant d'enchaîner deux séries mémorables en trois ans : en 2010 face au Angers SCO, au Stade rennais FC et à l'US Boulogne avant de perdre en demi-finale 1-0 contre le Paris Saint-Germain; puis en 2012 face au Angers SCO, à l'Olympique de Marseille et au Stade rennais FC avant d'échouer 1-0 contre l'Olympique lyonnais en finale.
Cependant depuis les débuts de la Coupe de France, seuls Le Havre AC (Division 2) en 1959 et l'En avant de Guingamp (Ligue 2) en 2009 l'ont gagnée en étant pensionnaires d'une division inférieure.
De son côté, la Ligue de football professionnel se dote d'une coupe : la Coupe de la Ligue, réservée aux seuls clubs professionnels. Ces derniers participent toujours à la Coupe de France, beaucoup moins dotée que sa concurrente mais beaucoup plus prestigieuse. Le fait de voir des amateurs affronter des professionnels conduit « mécaniquement » l'opinion publique à prendre la plupart du temps fait et cause pour les amateurs lors de ces matchs, comme ce fut le cas lors de l'épopée du Calais RUFC en 2000. Guy Lacombe, entraîneur du club professionnel de l'AS Monaco, s'est énervé publiquement de cette logique en 2011 après l'élimination de son équipe par le Stade olympique de Chambéry en 32e de finale (aux tirs au but), match où son équipe s'est vu refuser deux buts selon lui valables. Il a notamment qualifié la compétition de « dérive populiste », estimant qu'« il fallait que les petits passent car les médias sont là ».
En raison des travaux de mise à niveau du stade de France pour les Jeux olympiques et paralympiques de Paris, la finale 2024 est délocalisée au stade Pierre-Mauroy. C'est la première fois dans l'histoire de la compétition qu'une finale est disputée en province.

## Déroulement de la compétition
La compétition est répartie en treize tours plus une finale où chaque division entre une à une en jeu:
- les clubs de districts départementaux (à partir de Départemental 1) entrent au premier tour, sauf exception selon le nombre de clubs par district ;
- les clubs de ligues régionales (De Régional 1 à Régional 3) entrent au deuxième tour, sauf exception selon le nombre de clubs par Ligue ;
- les clubs de National 3 entrent en compétition au troisième tour ;
- les clubs de National 2 entrent en compétition au quatrième tour ;
- les clubs de National entrent en compétition au cinquième tour.

Ces six premiers tours sont organisés par les Ligues régionales. Chaque Ligue dispose d'un nombre de qualifiés (stable depuis plusieurs années) définis en fonction du nombre de clubs engagés et du nombre d'équipes participant à des compétitions nationales. En fonction de cette répartition, elles gèrent l'organisation des six premiers tours, parfois avec un tour préliminaire :
- les clubs de Ligue 2 et d'outre-mer entrent en compétition au septième tour ;
- les clubs de Ligue 1 ainsi que le tenant du titre, s'il n'évolue pas en Ligue 1, entrent en compétition au neuvième tour (trente-deuxièmes de finale).

Ce dernier cas s'est produit en 2009-2010 où l'En avant de Guingamp, tenant du titre de la compétition et évoluant en seconde division, a été automatiquement qualifié pour les 1/32e. Lors de l'édition 2000-2001, le finaliste héroïque de quatrième division, le Calais RUFC avait été invité par la Fédération à entrer directement en 1/32e de finale au lieu du 4e tour. Cette invitation était pourtant en contradiction avec le règlement, aucun article ne prévoyant la possibilité pour ce club de ne pas débuter avec les autres équipes de CFA. De même, l'Amiens SC, finaliste en 2001 alors qu'il évoluait en troisième division, a été invité en 32e de finale en édition 2001-2002.
Dans le cas des six premiers tours organisés par les ligues régionales, si, par suite de l’obscurité, de la pluie, de la neige, du gel, du brouillard et, en général, de toute intempérie, l’épreuve de tirs au but ne pouvait se dérouler, le club de la série inférieure ou, si les deux clubs appartiennent à la même série, le club visiteur est qualifié (est considéré comme club visiteur le club désigné initialement par la Commission, quel que soit le lieu de la rencontre).
Les inversions de match après tirage au sort ont lieu seulement s'il y a deux divisions d'écarts entre les deux clubs, ce qui permet à la plus petite équipe de recevoir les équipes évoluant dans de meilleures divisions. À noter qu'entre 1995 et 1999, la FFF avait mis en place le principe carton bleu, qui récompensait le fair-play. Des points étaient attribués à chaque club en fonction du nombre de cartons reçus, du comportement du public… À chaque tirage au sort, le club ayant le plus de points était bénéficiaire du carton bleu et assuré de recevoir (même avec plus de deux divisions d’écart).
Pour les trente-deuxièmes de finale, les équipes encore en lice sont réparties en groupes, puis à compter des seizièmes de finale le tirage au sort devient intégral.
Les matchs se jouent en un aller simple à élimination directe où une équipe est éliminée lorsqu'elle perd un match. En cas d'égalité à l'issue du temps réglementaire (deux fois quarante-cinq minutes), le match se poursuit avec une prolongation de deux fois quinze minutes. Si l'égalité persiste, une séance de tirs au but a lieu. Depuis l'édition 2020-2021, les tirs au but ont lieu directement en cas d'égalité après quatre-vingt-dix minutes (sauf pour la finale).
La Coupe de France assure aujourd'hui à son vainqueur une qualification directe pour la phase de groupes de l'édition suivante de la Ligue Europa. Si le vainqueur vient à se qualifier pour la Ligue des champions, cette place qualificative est attribuée selon le classement de la Ligue 1. Un temps évoquée avec l'élection de Michel Platini à la tête de l'UEFA, l'option d'autoriser les vainqueurs des coupes nationales à intégrer la Ligue des champions de l'UEFA formulée au cours de l'année 2007 est abandonnée.
La finale de la Coupe Gambardella, qui est l'équivalent de la Coupe de France pour les moins de 18 ans, se joue en lever de rideau de la finale de celle-ci.

## Trophée

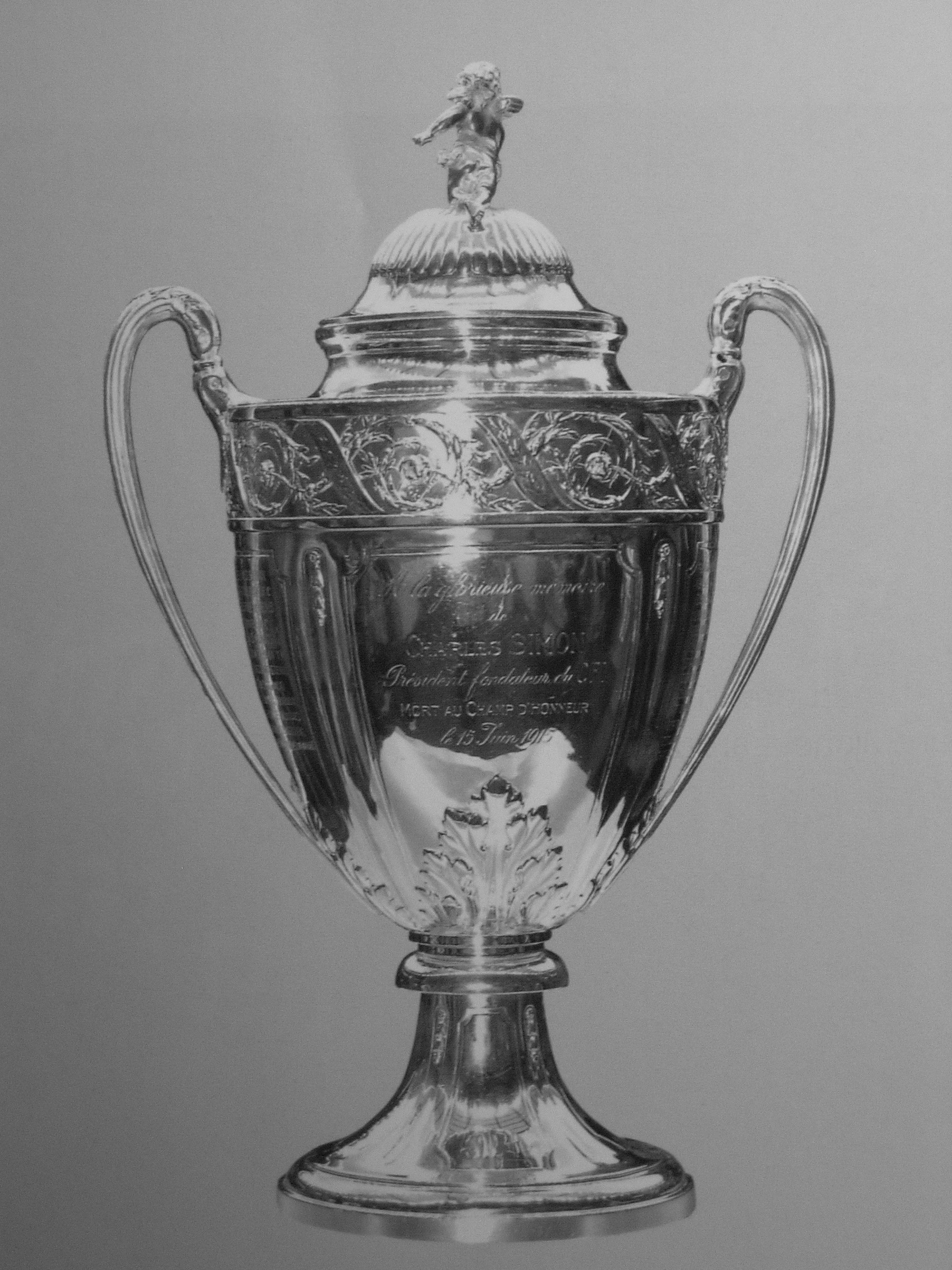
La Coupe de France.

La coupe mise en jeu en 1917 est un don du docteur Paul Michaux, fondateur de la Fédération gymnastique et sportive des patronages de France. Elle est en argent ciselé sur socle de marbre blanc et d'une valeur de 2 000 francs.
Ce trophée est conservé une année par le club vainqueur puis revient à la Fédération pour une petite restauration avant d'être remis en jeu. La coupe est volée une fois, en 1979, après la première victoire nantaise mais elle est rapidement retrouvée. Un modèle réduit est donné définitivement au vainqueur, tandis que tous les finalistes et l'arbitre reçoivent une médaille en argent.
Le président de la République remet traditionnellement le trophée au capitaine vainqueur. C'est Gaston Doumergue qui inaugure cette tradition (que tous les présidents suivants s'attacheront à suivre) le 8 mai 1927, la remettant au capitaine marseillais Ernest Clère. L'image de Charles de Gaulle lors de la finale de 1967 au Parc des Princes renvoyant le ballon depuis la tribune où il avait été dégagé est restée célèbre. Le président François Mitterrand sera présent lors des 14 éditions s'étant déroulé sous son mandat, record de présence d'un président en fonction. En 2002, lors de la finale opposant Lorient à Bastia, le président Jacques Chirac quitte provisoirement la tribune : des supporters bastiais ayant sifflé La Marseillaise.

## Palmarès

### Palmarès par édition
| N°  | Édition | Vainqueur                                                                           | Score de la finale                                                                  | Finaliste                                                                           | Lieu de la finale                                                                   | Affluence                                                                           |
| --- | ------- | ----------------------------------------------------------------------------------- | ----------------------------------------------------------------------------------- | ----------------------------------------------------------------------------------- | ----------------------------------------------------------------------------------- | ----------------------------------------------------------------------------------- |
| 1   | 1918    | Olympique                                                                           | 3 - 0                                                                               | FC Lyon                                                                             | Stade de la rue Olivier-de-Serres                                                   | 2 000                                                                               |
| 2   | 1919    | CA Sports généraux                                                                  | 3 - 2 a.p.                                                                          | Olympique                                                                           | Parc des Princes                                                                    | 10 000                                                                              |
| 3   | 1920    | CA Paris                                                                            | 2 - 1                                                                               | Le Havre AC                                                                         | Stade Bergeyre                                                                      | 7 000                                                                               |
| 4   | 1921    | Red Star AC                                                                         | 2 - 1                                                                               | Olympique                                                                           | Stade Pershing                                                                      | 18 000                                                                              |
| 5   | 1922    | Red Star AC (2)                                                                     | 2 - 0                                                                               | Stade rennais UC                                                                    | Stade Pershing                                                                      | 25 000                                                                              |
| 6   | 1923    | Red Star AC (3)                                                                     | 4 - 2                                                                               | FC Sète                                                                             | Stade Pershing                                                                      | 20 000                                                                              |
| 7   | 1924    | Olympique de Marseille                                                              | 3 - 2 a.p.                                                                          | FC Sète                                                                             | Stade Pershing                                                                      | 20 000                                                                              |
| 8   | 1925    | CA Sports généraux (2)                                                              | 1 - 1 a.p. 3 - 2                                                                    | FC Rouen                                                                            | Stade olympique Yves-du-Manoir                                                      | 20 000 18 000                                                                       |
| 9   | 1926    | Olympique de Marseille (2)                                                          | 4 - 1                                                                               | AS Valentigney                                                                      | Stade olympique Yves-du-Manoir                                                      | 30 000                                                                              |
| 10  | 1927    | Olympique de Marseille (3)                                                          | 3 - 0                                                                               | US Quevilly                                                                         | Stade olympique Yves-du-Manoir                                                      | 23 800                                                                              |
| 11  | 1928    | Red Star Olympique (4)                                                              | 3 - 1                                                                               | CA Paris                                                                            | Stade olympique Yves-du-Manoir                                                      | 30 000                                                                              |
| 12  | 1929    | SO montpelliérain                                                                   | 2 - 0                                                                               | FC Sète                                                                             | Stade olympique Yves-du-Manoir                                                      | 25 000                                                                              |
| 13  | 1930    | FC Sète                                                                             | 3 - 1 a.p.                                                                          | RC France                                                                           | Stade olympique Yves-du-Manoir                                                      | 35 000                                                                              |
| 14  | 1931    | Club français                                                                       | 3 - 0                                                                               | SO montpelliérain                                                                   | Stade olympique Yves-du-Manoir                                                      | 30 000                                                                              |
| 15  | 1932    | AS Cannes                                                                           | 1 - 0                                                                               | RC Roubaix                                                                          | Stade olympique Yves-du-Manoir                                                      | 36 143                                                                              |
| 16  | 1933    | Excelsior AC                                                                        | 3 - 1                                                                               | RC Roubaix                                                                          | Stade olympique Yves-du-Manoir                                                      | 38 000                                                                              |
| 17  | 1934    | FC Sète (2)                                                                         | 2 - 1                                                                               | Olympique de Marseille                                                              | Stade olympique Yves-du-Manoir                                                      | 40 600                                                                              |
| 18  | 1935    | Olympique de Marseille (4)                                                          | 3 - 0                                                                               | Stade rennais UC                                                                    | Stade olympique Yves-du-Manoir                                                      | 40 008                                                                              |
| 19  | 1936    | RC Paris                                                                            | 1 - 0                                                                               | FCO Charleville                                                                     | Stade olympique Yves-du-Manoir                                                      | 39 725                                                                              |
| 20  | 1937    | FC Sochaux-Montbéliard                                                              | 2 - 1                                                                               | RC Strasbourg                                                                       | Stade olympique Yves-du-Manoir                                                      | 39 538                                                                              |
| 21  | 1938    | Olympique de Marseille (5)                                                          | 2 - 1 a.p.                                                                          | FC Metz                                                                             | Parc des Princes                                                                    | 33 044                                                                              |
| 22  | 1939    | RC Paris (2)                                                                        | 3 - 1                                                                               | Olympique lillois                                                                   | Stade olympique Yves-du-Manoir                                                      | 52 431                                                                              |
| 23  | 1940    | RC Paris (3)                                                                        | 2 - 1                                                                               | Olympique de Marseille                                                              | Parc des Princes                                                                    | 25 969                                                                              |
| 24  | 1941    | Girondins AS Port                                                                   | 2 - 0                                                                               | SC Fives                                                                            | Stade Bauer                                                                         | 15 230                                                                              |
| 25  | 1942    | Red Star Olympique (5)                                                              | 2 - 0                                                                               | FC Sète                                                                             | Stade olympique Yves-du-Manoir                                                      | 44 654                                                                              |
| 26  | 1943    | Olympique de Marseille (6)                                                          | 2 - 2 a.p. 4 - 0                                                                    | Girondins AS Port                                                                   | Stade olympique Yves-du-Manoir                                                      | 32 005 32 212                                                                       |
| 27  | 1944    | É.F. Nancy-Lorraine                                                                 | 4 - 0                                                                               | É.F. Reims-Champagne                                                                | Parc des Princes                                                                    | 31 995                                                                              |
| 28  | 1945    | RC Paris (4)                                                                        | 3 - 0                                                                               | LOSC Lille                                                                          | Stade olympique Yves-du-Manoir                                                      | 49 983                                                                              |
| 29  | 1946    | LOSC Lille                                                                          | 4 - 2                                                                               | Red Star Olympique                                                                  | Stade olympique Yves-du-Manoir                                                      | 59 692                                                                              |
| 30  | 1947    | LOSC Lille (2)                                                                      | 2 - 0                                                                               | RC Strasbourg                                                                       | Stade olympique Yves-du-Manoir                                                      | 59 852                                                                              |
| 31  | 1948    | LOSC Lille (3)                                                                      | 3 - 2                                                                               | RC Lens                                                                             | Stade olympique Yves-du-Manoir                                                      | 60 739                                                                              |
| 32  | 1949    | RC Paris (5)                                                                        | 5 - 2                                                                               | LOSC Lille                                                                          | Stade olympique Yves-du-Manoir                                                      | 61 473                                                                              |
| 33  | 1950    | Stade de Reims                                                                      | 2 - 0                                                                               | RC Paris                                                                            | Stade olympique Yves-du-Manoir                                                      | 61 722                                                                              |
| 34  | 1951    | RC Strasbourg                                                                       | 3 - 0                                                                               | US Valenciennes                                                                     | Stade olympique Yves-du-Manoir                                                      | 61 492                                                                              |
| 35  | 1952    | OGC Nice                                                                            | 5 - 3                                                                               | Girondins de Bordeaux                                                               | Stade olympique Yves-du-Manoir                                                      | 61 485                                                                              |
| 36  | 1953    | LOSC Lille (4)                                                                      | 2 - 1                                                                               | FC Nancy                                                                            | Stade olympique Yves-du-Manoir                                                      | 58 993                                                                              |
| 37  | 1954    | OGC Nice (2)                                                                        | 2 - 1                                                                               | Olympique de Marseille                                                              | Stade olympique Yves-du-Manoir                                                      | 56 803                                                                              |
| 38  | 1955    | LOSC Lille (5)                                                                      | 5 - 2                                                                               | Girondins de Bordeaux                                                               | Stade olympique Yves-du-Manoir                                                      | 49 411                                                                              |
| 39  | 1956    | UA Sedan-Torcy                                                                      | 3 - 1                                                                               | AS Troyes-Savinienne                                                                | Stade olympique Yves-du-Manoir                                                      | 47 258                                                                              |
| 40  | 1957    | Toulouse FC (1937-1967)                                                             | 6 - 3                                                                               | Angers SCO                                                                          | Stade olympique Yves-du-Manoir                                                      | 43 125                                                                              |
| 41  | 1958    | Stade de Reims (2)                                                                  | 3 - 1                                                                               | Nîmes Olympique                                                                     | Stade olympique Yves-du-Manoir                                                      | 56 523                                                                              |
| 42  | 1959    | Le Havre AC                                                                         | 2 - 2 a.p. 3 - 0                                                                    | FC Sochaux-Montbéliard                                                              | Stade olympique Yves-du-Manoir                                                      | 50 778 36 655                                                                       |
| 43  | 1960    | AS Monaco                                                                           | 4 - 2 a.p.                                                                          | AS Saint-Étienne                                                                    | Stade olympique Yves-du-Manoir                                                      | 38 298                                                                              |
| 44  | 1961    | UA Sedan-Torcy (2)                                                                  | 3 - 1                                                                               | Nîmes Olympique                                                                     | Stade olympique Yves-du-Manoir                                                      | 39 070                                                                              |
| 45  | 1962    | AS Saint-Étienne                                                                    | 1 - 0                                                                               | FC Nancy                                                                            | Stade olympique Yves-du-Manoir                                                      | 30 654                                                                              |
| 46  | 1963    | AS Monaco (2)                                                                       | 0 - 0 a.p. 2 - 0                                                                    | Olympique lyonnais                                                                  | Stade olympique Yves-du-Manoir Parc des Princes                                     | 32 923 24 910                                                                       |
| 47  | 1964    | Olympique lyonnais                                                                  | 2 - 0                                                                               | Girondins de Bordeaux                                                               | Stade olympique Yves-du-Manoir                                                      | 32 777                                                                              |
| 48  | 1965    | Stade rennais UC                                                                    | 2 - 2 a.p. 3 - 1                                                                    | UA Sedan-Torcy                                                                      | Parc des Princes                                                                    | 36 789 26 792                                                                       |
| 49  | 1966    | RC Strasbourg (2)                                                                   | 1 - 0                                                                               | FC Nantes                                                                           | Parc des Princes                                                                    | 36 285                                                                              |
| 50  | 1967    | Olympique lyonnais (2)                                                              | 3 - 1                                                                               | FC Sochaux-Montbéliard                                                              | Parc des Princes                                                                    | 32 523                                                                              |
| 51  | 1968    | AS Saint-Étienne (2)                                                                | 2 - 1                                                                               | Girondins de Bordeaux                                                               | Stade olympique Yves-du-Manoir                                                      | 33 959                                                                              |
| 52  | 1969    | Olympique de Marseille (7)                                                          | 2 - 0                                                                               | Girondins de Bordeaux                                                               | Stade olympique Yves-du-Manoir                                                      | 39 460                                                                              |
| 53  | 1970    | AS Saint-Étienne (3)                                                                | 5 - 0                                                                               | FC Nantes                                                                           | Stade olympique Yves-du-Manoir                                                      | 32 894                                                                              |
| 54  | 1971    | Stade rennais UC (2)                                                                | 1 - 0                                                                               | Olympique lyonnais                                                                  | Stade olympique Yves-du-Manoir                                                      | 46 801                                                                              |
| 55  | 1972    | Olympique de Marseille (8)                                                          | 2 - 1                                                                               | SEC Bastia                                                                          | Parc des Princes                                                                    | 44 069                                                                              |
| 56  | 1973    | Olympique lyonnais (3)                                                              | 2 - 1                                                                               | FC Nantes                                                                           | Parc des Princes                                                                    | 45 734                                                                              |
| 57  | 1974    | AS Saint-Étienne (4)                                                                | 2 - 1                                                                               | AS Monaco                                                                           | Parc des Princes                                                                    | 45 813                                                                              |
| 58  | 1975    | AS Saint-Étienne (5)                                                                | 2 - 0                                                                               | RC Lens                                                                             | Parc des Princes                                                                    | 44 725                                                                              |
| 59  | 1976    | Olympique de Marseille (9)                                                          | 2 - 0                                                                               | Olympique lyonnais                                                                  | Parc des Princes                                                                    | 45 661                                                                              |
| 60  | 1977    | AS Saint-Étienne (6)                                                                | 2 - 1                                                                               | Stade de Reims                                                                      | Parc des Princes                                                                    | 45 454                                                                              |
| 61  | 1978    | AS Nancy-Lorraine                                                                   | 1 - 0                                                                               | OGC Nice                                                                            | Parc des Princes                                                                    | 45 998                                                                              |
| 62  | 1979    | FC Nantes                                                                           | 4 - 1 a.p.                                                                          | AJ Auxerre                                                                          | Parc des Princes                                                                    | 46 070                                                                              |
| 63  | 1980    | AS Monaco (3)                                                                       | 3 - 1                                                                               | US Orléans                                                                          | Parc des Princes                                                                    | 46 136                                                                              |
| 64  | 1981    | SEC Bastia                                                                          | 2 - 1                                                                               | AS Saint-Étienne                                                                    | Parc des Princes                                                                    | 46 155                                                                              |
| 65  | 1982    | Paris Saint-Germain                                                                 | 2 - 2 a.p. (6 - 5 t.a.b)                                                            | AS Saint-Étienne                                                                    | Parc des Princes                                                                    | 46 160                                                                              |
| 66  | 1983    | Paris Saint-Germain (2)                                                             | 3 - 2                                                                               | FC Nantes                                                                           | Parc des Princes                                                                    | 46 203                                                                              |
| 67  | 1984    | FC Metz                                                                             | 2 - 0 a.p.                                                                          | AS Monaco                                                                           | Parc des Princes                                                                    | 45 384                                                                              |
| 68  | 1985    | AS Monaco (4)                                                                       | 1 - 0                                                                               | Paris Saint-Germain                                                                 | Parc des Princes                                                                    | 45 711                                                                              |
| 69  | 1986    | Girondins de Bordeaux (2)                                                           | 2 - 1 a.p.                                                                          | Olympique de Marseille                                                              | Parc des Princes                                                                    | 45 429                                                                              |
| 70  | 1987    | Girondins de Bordeaux (3)                                                           | 2 - 0                                                                               | Olympique de Marseille                                                              | Parc des Princes                                                                    | 45 145                                                                              |
| 71  | 1988    | FC Metz (2)                                                                         | 1 - 1 a.p. (5 - 4 t.a.b)                                                            | FC Sochaux-Montbéliard                                                              | Parc des Princes                                                                    | 44 531                                                                              |
| 72  | 1989    | Olympique de Marseille (10)                                                         | 4 - 3                                                                               | AS Monaco                                                                           | Parc des Princes                                                                    | 44 448                                                                              |
| 73  | 1990    | Montpellier HSC (2)                                                                 | 2 - 1 a.p.                                                                          | RC Paris                                                                            | Parc des Princes                                                                    | 44 067                                                                              |
| 74  | 1991    | AS Monaco (5)                                                                       | 1 - 0                                                                               | Olympique de Marseille                                                              | Parc des Princes                                                                    | 44 123                                                                              |
| 75  | 1992    | Coupe non attribuée : la finale fut annulée en raison de la catastrophe de Furiani. | Coupe non attribuée : la finale fut annulée en raison de la catastrophe de Furiani. | Coupe non attribuée : la finale fut annulée en raison de la catastrophe de Furiani. | Coupe non attribuée : la finale fut annulée en raison de la catastrophe de Furiani. | Coupe non attribuée : la finale fut annulée en raison de la catastrophe de Furiani. |
| 76  | 1993    | Paris Saint-Germain (3)                                                             | 3 - 0                                                                               | FC Nantes                                                                           | Parc des Princes                                                                    | 48 789                                                                              |
| 77  | 1994    | AJ Auxerre                                                                          | 3 - 0                                                                               | Montpellier HSC                                                                     | Parc des Princes                                                                    | 39 932                                                                              |
| 78  | 1995    | Paris Saint-Germain (4)                                                             | 1 - 0                                                                               | RC Strasbourg                                                                       | Parc des Princes                                                                    | 41 278                                                                              |
| 79  | 1996    | AJ Auxerre (2)                                                                      | 2 - 1                                                                               | Nîmes Olympique                                                                     | Parc des Princes                                                                    | 38 916                                                                              |
| 80  | 1997    | OGC Nice (3)                                                                        | 1 - 1 a.p. (4 - 3 t.a.b)                                                            | EA Guingamp                                                                         | Parc des Princes                                                                    | 39 378                                                                              |
| 81  | 1998    | Paris Saint-Germain (5)                                                             | 2 - 1                                                                               | RC Lens                                                                             | Stade de France                                                                     | 76 766                                                                              |
| 82  | 1999    | FC Nantes (2)                                                                       | 1 - 0                                                                               | CS Sedan Ardennes                                                                   | Stade de France                                                                     | 78 610                                                                              |
| 83  | 2000    | FC Nantes (3)                                                                       | 2 - 1                                                                               | Calais RUFC                                                                         | Stade de France                                                                     | 78 717                                                                              |
| 84  | 2001    | RC Strasbourg (3)                                                                   | 0 - 0 a.p. (5 - 4 t.a.b)                                                            | Amiens SC                                                                           | Stade de France                                                                     | 78 641                                                                              |
| 85  | 2002    | FC Lorient                                                                          | 1 - 0                                                                               | SC Bastia                                                                           | Stade de France                                                                     | 66 215                                                                              |
| 86  | 2003    | AJ Auxerre (3)                                                                      | 2 - 1                                                                               | Paris Saint-Germain                                                                 | Stade de France                                                                     | 78 316                                                                              |
| 87  | 2004    | Paris Saint-Germain (6)                                                             | 1 - 0                                                                               | LB Châteauroux                                                                      | Stade de France                                                                     | 78 853                                                                              |
| 88  | 2005    | AJ Auxerre (4)                                                                      | 2 - 1                                                                               | CS Sedan Ardennes                                                                   | Stade de France                                                                     | 77 617                                                                              |
| 89  | 2006    | Paris Saint-Germain (7)                                                             | 2 - 1                                                                               | Olympique de Marseille                                                              | Stade de France                                                                     | 79 065                                                                              |
| 90  | 2007    | FC Sochaux-Montbéliard (2)                                                          | 2 - 2 a.p. (5 - 4 t.a.b)                                                            | Olympique de Marseille                                                              | Stade de France                                                                     | 79 797                                                                              |
| 91  | 2008    | Olympique lyonnais (4)                                                              | 1 - 0 a.p.                                                                          | Paris Saint-Germain                                                                 | Stade de France                                                                     | 79 087                                                                              |
| 92  | 2009    | EA Guingamp                                                                         | 2 - 1                                                                               | Stade rennais FC                                                                    | Stade de France                                                                     | 80 056                                                                              |
| 93  | 2010    | Paris Saint-Germain (8)                                                             | 1 - 0 a.p.                                                                          | AS Monaco                                                                           | Stade de France                                                                     | 72 011                                                                              |
| 94  | 2011    | LOSC Lille (6)                                                                      | 1 - 0                                                                               | Paris Saint-Germain                                                                 | Stade de France                                                                     | 78 023                                                                              |
| 95  | 2012    | Olympique lyonnais (5)                                                              | 1 - 0                                                                               | US Quevilly                                                                         | Stade de France                                                                     | 76 183                                                                              |
| 96  | 2013    | Girondins de Bordeaux (4)                                                           | 3 - 2                                                                               | Évian Thonon Gaillard                                                               | Stade de France                                                                     | 72 682                                                                              |
| 97  | 2014    | EA Guingamp (2)                                                                     | 2 - 0                                                                               | Stade rennais FC                                                                    | Stade de France                                                                     | 77 619                                                                              |
| 98  | 2015    | Paris Saint-Germain (9)                                                             | 1 - 0                                                                               | AJ Auxerre                                                                          | Stade de France                                                                     | 77 542                                                                              |
| 99  | 2016    | Paris Saint-Germain (10)                                                            | 4 - 2                                                                               | Olympique de Marseille                                                              | Stade de France                                                                     | 78 179                                                                              |
| 100 | 2017    | Paris Saint-Germain (11)                                                            | 1 - 0                                                                               | Angers SCO                                                                          | Stade de France                                                                     | 70 866                                                                              |
| 101 | 2018    | Paris Saint-Germain (12)                                                            | 2 - 0                                                                               | Vendée Les Herbiers                                                                 | Stade de France                                                                     | 73 772                                                                              |
| 102 | 2019    | Stade rennais FC (3)                                                                | 2 - 2 a.p. (6 - 5 t.a.b)                                                            | Paris Saint-Germain                                                                 | Stade de France                                                                     | 78 000                                                                              |
| 103 | 2020    | Paris Saint-Germain (13)                                                            | 1 - 0                                                                               | AS Saint-Étienne                                                                    | Stade de France                                                                     | 4 000                                                                               |
| 104 | 2021    | Paris Saint-Germain (14)                                                            | 2 - 0                                                                               | AS Monaco                                                                           | Stade de France                                                                     | 1 000                                                                               |
| 105 | 2022    | FC Nantes (4)                                                                       | 1 - 0                                                                               | OGC Nice                                                                            | Stade de France                                                                     | 78 000                                                                              |
| 106 | 2023    | Toulouse FC                                                                         | 5 - 1                                                                               | FC Nantes                                                                           | Stade de France                                                                     | 78 038                                                                              |
| 107 | 2024    | Paris Saint-Germain (15)                                                            | 2 - 1                                                                               | Olympique lyonnais                                                                  | Stade Pierre-Mauroy                                                                 | 46 577                                                                              |
| 108 | 2025    | Paris Saint-Germain (16)                                                            | 3 - 0                                                                               | Stade de Reims                                                                      | Stade de France                                                                     | 77 101                                                                              |

1. 1 2 3 4 5  Match rejoué.
2. ↑  Match limité à 4 000 spectateurs en raison de la pandémie de Covid-19.
3. ↑  Match limité à 1 000 spectateurs en raison de la pandémie de Covid-19.

### Palmarès par club
| Rang | Clubs                    | Titres (éditions)                                                                                   | Finales perdues (éditions)                               |
| ---- | ------------------------ | --------------------------------------------------------------------------------------------------- | -------------------------------------------------------- |
| 1    | Paris Saint-Germain      | 16 (1982, 1983, 1993, 1995, 1998, 2004, 2006, 2010, 2015, 2016, 2017, 2018, 2020, 2021, 2024, 2025) | 5 (1985, 2003, 2008, 2011, 2019)                         |
| 2    | Olympique de Marseille   | 10 (1924, 1926, 1927, 1935, 1938, 1943, 1969, 1972, 1976, 1989)                                     | 9 (1934, 1940, 1954, 1986, 1987, 1991, 2006, 2007, 2016) |
| 3    | AS Saint-Étienne         | 6 (1962, 1968, 1970, 1974, 1975, 1977)                                                              | 4 (1960, 1981, 1982, 2020)                               |
| 4    | LOSC Lille               | 6 (1946, 1947, 1948, 1953, 1955, 2011)                                                              | 2 (1945, 1949)                                           |
| 5    | AS Monaco                | 5 (1960, 1963, 1980, 1985, 1991)                                                                    | 5 (1974, 1984, 1989, 2010, 2021)                         |
| 6    | Olympique lyonnais       | 5 (1964, 1967, 1973, 2008, 2012)                                                                    | 4 (1963, 1971, 1976, 2024)                               |
| 7    | RC Paris                 | 5 (1936, 1939, 1940, 1945, 1949)                                                                    | 3 (1930, 1950, 1990)                                     |
| 8    | Red Star FC              | 5 (1921, 1922, 1923, 1928, 1942)                                                                    | 1 (1946)                                                 |
| 9    | Girondins de Bordeaux    | 4 (1941, 1986, 1987, 2013)                                                                          | 6 (1943, 1952, 1955, 1964, 1968, 1969)                   |
| 9    | FC Nantes                | 4 (1979, 1999, 2000, 2022)                                                                          | 6 (1966, 1970, 1973, 1983, 1993, 2023)                   |
| 11   | AJ Auxerre               | 4 (1994, 1996, 2003, 2005)                                                                          | 2 (1979, 2015)                                           |
| 12   | Stade rennais FC         | 3 (1965, 1971, 2019)                                                                                | 4 (1922, 1935, 2009, 2014)                               |
| 13   | RC Strasbourg            | 3 (1951, 1966, 2001)                                                                                | 3 (1937, 1947, 1995)                                     |
| 14   | OGC Nice                 | 3 (1952, 1954, 1997)                                                                                | 2 (1978, 2022)                                           |
| 15   | FC Sète                  | 2 (1930, 1934)                                                                                      | 4 (1923, 1924, 1929, 1942)                               |
| 16   | CS Sedan Ardennes        | 2 (1956, 1961)                                                                                      | 3 (1965, 1999, 2005)                                     |
| 16   | FC Sochaux-Montbéliard   | 2 (1937, 2007)                                                                                      | 3 (1959, 1967, 1988)                                     |
| 18   | Montpellier HSC          | 2 (1929, 1990)                                                                                      | 2 (1931, 1994)                                           |
| 18   | Stade de Reims           | 2 (1950, 1958)                                                                                      | 2 (1977, 2025)                                           |
| 20   | FC Metz                  | 2 (1984, 1988)                                                                                      | 1 (1938)                                                 |
| 20   | EA Guingamp              | 2 (2009, 2014)                                                                                      | 1 (1997)                                                 |
| 22   | CA Sports généraux       | 2 (1919, 1925)                                                                                      | 0                                                        |
| 23   | Olympique de Paris       | 1 (1918)                                                                                            | 2 (1919, 1921)                                           |
| 23   | SC Bastia                | 1 (1981)                                                                                            | 2 (1972, 2002)                                           |
| 25   | CA Paris                 | 1 (1920)                                                                                            | 1 (1928)                                                 |
| 25   | Le Havre AC              | 1 (1959)                                                                                            | 1 (1920)                                                 |
| 27   | Club français            | 1 (1931)                                                                                            | 0                                                        |
| 27   | AS Cannes                | 1 (1932)                                                                                            | 0                                                        |
| 27   | EAC Roubaix              | 1 (1933)                                                                                            | 0                                                        |
| 27   | ÉF Nancy-Lorraine        | 1 (1944)                                                                                            | 0                                                        |
| 27   | Toulouse FC (1937-1967)  | 1 (1957)                                                                                            | 0                                                        |
| 27   | AS Nancy-Lorraine        | 1 (1978)                                                                                            | 0                                                        |
| 27   | FC Lorient               | 1 (2002)                                                                                            | 0                                                        |
| 27   | Toulouse FC              | 1 (2023)                                                                                            | 0                                                        |
| 35   | Nîmes Olympique          | 0                                                                                                   | 3 (1958, 1961, 1996)                                     |
| 35   | RC Lens                  | 0                                                                                                   | 3 (1948, 1975, 1998)                                     |
| 37   | RC Roubaix               | 0                                                                                                   | 2 (1932, 1933)                                           |
| 37   | FC Nancy                 | 0                                                                                                   | 2 (1953, 1962)                                           |
| 37   | US Quevilly              | 0                                                                                                   | 2 (1927, 2012)                                           |
| 37   | Angers SCO               | 0                                                                                                   | 2 (1957, 2017)                                           |
| 41   | FC Lyon                  | 0                                                                                                   | 1 (1918)                                                 |
| 41   | FC Rouen                 | 0                                                                                                   | 1 (1925)                                                 |
| 41   | AS Valentigney           | 0                                                                                                   | 1 (1926)                                                 |
| 41   | FCO Charleville          | 0                                                                                                   | 1 (1936)                                                 |
| 41   | Olympique lillois        | 0                                                                                                   | 1 (1939)                                                 |
| 41   | SC Fives                 | 0                                                                                                   | 1 (1941)                                                 |
| 41   | ÉF Reims-Champagne       | 0                                                                                                   | 1 (1944)                                                 |
| 41   | Valenciennes FC          | 0                                                                                                   | 1 (1951)                                                 |
| 41   | AS Troyes-Savinienne     | 0                                                                                                   | 1 (1956)                                                 |
| 41   | US Orléans               | 0                                                                                                   | 1 (1980)                                                 |
| 41   | Calais RUFC              | 0                                                                                                   | 1 (2000)                                                 |
| 41   | Amiens SC                | 0                                                                                                   | 1 (2001)                                                 |
| 41   | LB Châteauroux           | 0                                                                                                   | 1 (2004)                                                 |
| 41   | Évian Thonon Gaillard FC | 0                                                                                                   | 1 (2013)                                                 |
| 41   | Vendée Les Herbiers      | 0                                                                                                   | 1 (2018)                                                 |

## Statistiques

### Clubs
- Plus grand nombre de victoires : 16 victoires [31]
  - Paris Saint-Germain (1982, 1983, 1993, 1995, 1998, 2004, 2006, 2010, 2015, 2016, 2017, 2018, 2020, 2021, 2024 et 2025)
- Plus grand nombre de victoires consécutives : 4 victoires
  - Paris Saint-Germain (2015, 2016, 2017 et 2018)
- Plus grand nombre de finales : 21 finales
  - Paris Saint-Germain (1982, 1983, 1985, 1993, 1995, 1998, 2003, 2004, 2006, 2008, 2010, 2011, 2015, 2016, 2017, 2018, 2019, 2020, 2021, 2024 et 2025)
- Plus grand nombre de finales perdues : 9 finales
  - Olympique de Marseille (1934, 1940, 1954, 1986, 1987, 1991, 2006, 2007 et 2016)
- Plus grand nombre de finales consécutives : 7 finales
  - Paris Saint-Germain (2015, 2016, 2017, 2018, 2019, 2020 et 2021)
- Plus grand nombre de buts marqués sur un match : 32 buts
  - 32-0 pour RC Lens - Auby-Asturies en 16e de finale (1942)
- Plus large victoire en finale : 5 buts d'écart
  - 5-0 pour AS Saint-Étienne - FC Nantes (1970)
- Plus grand nombre de buts marqués en finale : 9 buts
  - 6-3 pour Toulouse FC (1937-1967) - Angers SCO (1957)
- Finale la plus fréquemment jouée : 4 fois
  - Girondins de Bordeaux - Olympique de Marseille (1943, 1969, 1986 et 1987)
- Record d'affluence lors d'une finale : 80 056 spectateurs
  - Stade rennais FC - EA Guingamp (2009)
- Clubs de D2 ayant remporté la Coupe de France : 2 clubs
  - Le Havre AC (1959)
  - En avant de Guingamp (2009)
- Clubs de D2 ayant disputé au moins une finale : 12 clubs
  - FCO Charleville (1936)
  - RC Lens (1948)
  - US Valenciennes-Anzin (1951)
  - Le Havre AC (1959)
  - AJ Auxerre (1979, 2015)
  - US Orléans (1980)
  - FC Sochaux-Montbéliard (1988)
  - CS Sedan Ardennes (1999, 2005)
  - LB Chateauroux (2004)
  - En avant de Guingamp (2009)
- Clubs de D3 ayant disputé une finale : 4 clubs
  - Nîmes Olympique (1996)
  - Amiens SC (2001)
  - US Quevilly (2012)
  - Les Herbiers (2018)
- Clubs de D4 ayant disputé une finale : 1 club
  - Calais RUFC (2000)
- Vainqueur n'ayant encaissé aucun but durant tout son parcours : 1 club[32]
  - 2 fois : Paris Saint-Germain (1993 et 2017)
- Vainqueur sans avoir rencontré une seule équipe de D1 : 1 club
  - FC Metz (1988)
- Vainqueur n'ayant joué aucun match à domicile : 2 clubs
  - Girondins de Bordeaux (2013)
  - Paris Saint-Germain (2020 et 2025)
- Vainqueur relégué en D2 la même saison : 4 clubs
  - AS Saint-Étienne (1962)
  - OGC Nice (1997)
  - RC Strasbourg (2001)
  - FC Lorient (2002)
- Clubs ayant réalisé le doublé Coupe de France / Coupe Gambardella : 3 clubs
  - AS Saint-Étienne (1970)
  - FC Sochaux-Montbéliard (2007)
  - Girondins de Bordeaux (2013)
- Clubs ayant réalisé le doublé Championnat / Coupe de France : 12 clubs
  - 6 fois : Paris Saint-Germain (2015, 2016, 2018, 2020, 2024 et 2025)
  - 4 fois : AS Saint-Étienne (1968, 1970, 1974 et 1975)
  - 2 fois : Olympique de Marseille (1972 et 1989) et LOSC Lille (1946 et 2011)
  - 1 fois : FC Sète (1934), RC Paris (1936), OGC Nice (1952), Stade de Reims (1958), AS Monaco (1963), Girondins de Bordeaux (1987), AJ Auxerre (1996) et Olympique lyonnais (2008)
- Clubs ayant réalisé le doublé Coupe de France / Coupe de la Ligue : 1 club
  - 7 fois : Paris Saint-Germain (1995, 1998, 2015, 2016, 2017, 2018 et 2020)
- Clubs ayant réalisé le quadruplé Championnat / Coupe de France / Coupe de la Ligue / Trophée des champions : 1 club
  - 4 fois : Paris Saint-Germain (2015, 2016, 2018, 2020)[33].

### Joueurs

#### Plus grand nombre de victoires
Il n'existe ni palmarès officiel concernant les joueurs, le cas n'étant pas prévu dans le réglement de l'épreuve, ni de consensus quant à considérer si un joueur d'un club vainqueur n'ayant pas disputé la finale est à considérer comme vainqueur ou pas. Ainsi, dans son ouvrage Le guide français et international du football, le journaliste de France Football Eric Lemaire dresse une liste des joueurs vainqueurs en ne retenant que les joueurs ayant disputé les finales.
Ainsi, Marquinhos a remporté sept Coupe de France avec le Paris Saint-Germain FC en 2016, 2017, 2018, 2020, 2021, 2024 et 2025. En 2015, il était également présent sur la feuille de match lors de la victoire parisienne, mais il n'a pas disputé le match.

#### Meilleur buteur
Le meilleur buteur est Jean Boyer avec 89 buts.
Le 23 janvier 2023, à la suite d'un quintuplé de Kylian Mbappé en 32e de finale de la Coupe de France 2022-2023, de nombreux médias comme Onze Mondial, Le Parisien, Le Monde, RMC, ainsi que le compte twitter de la Coupe de France, ont annoncé que Mbappé et Jean-Pierre Papin étaient les meilleurs buteurs de la compétition avec 29 réalisations. Cette assertion était fausse.
Il est par exemple certifié que Jean Boyer, triple vainqueur de l'épreuve avec l'Olympique de Marseille dans les années 1920, a marqué 52 buts en phase finale rien qu'avec l'OM entre 1923 et 1935, plus 19 buts sur la même période en tours préliminaires. Jean Boyer, également vainqueur en 1919 avec le CA sports généraux, a en fait marqué pas moins de 89 buts en 70 matchs de Coupe de France, ce qui en fait le vrai meilleur buteur de l'histoire de la Coupe de France. Stefan Dembicki, meilleur buteur de l'histoire du RC Lens, a quant à lui marqué 81 buts en Coupe avec son club entre 1936 et 1949, notamment grâce à 16 buts marqués dans le même match en décembre 1942 lors d'un 32-0 face à Auby-Asturies. Parmi les autres grand buteurs, on peut noter Jules Devaquez, triple vainqueur de l'épreuve pour cinq finales entre 1918 et 1927 avec l'Olympique et l'Olympique de Marseille, 61 buts en 61 matchs de Coupe entre 1917 et 1932, Jean Baratte, quadruple vainqueur avec le Lille OSC après-guerre, 57 buts, André Simonyi, 56 buts, ou encore le quadruple vainqueur Paul Nicolas, 54 buts entre 1919 et 1935 avec le Red Star et l'Amiens AC.

### Entraineurs
- Plus grand nombre de victoires pour un entraîneur (depuis 1946) : 4 victoires
  - André Cheuva (1947, 1948, 1953 et 1955 avec le LOSC Lille)
  - Guy Roux (1994, 1996, 2003 et 2005 avec l'AJ Auxerre)

### Arbitres
- Plus grand nombre de finales pour un arbitre : 5 finales
  - Michel Vautrot (1979, 1982, 1983, 1984 et 1987)